# Liste der Naturdenkmale in Rackwitz

Wappen von Rackwitz

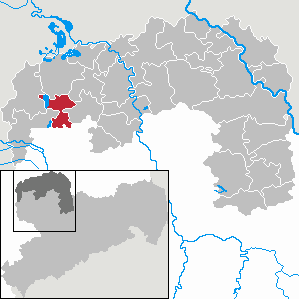
Lage von Rackwitz

In der Liste der Naturdenkmale in Rackwitz werden die Einzel-Naturdenkmale, Geotope und Flächennaturdenkmale in der nordsächsischen Gemeinde Rackwitz und ihren Ortsteilen Biesen, Brodenaundorf, Kreuma, Lemsel, Podelwitz und Zschortau aufgeführt.
Bisher sind lt. Quellen 1 Einzel-Naturdenkmale, 0 Geotope und 1 Flächennaturdenkmale sowie 2 geschützte Landschaftsbestandteile bekannt und hier aufgelistet.
Die Angaben der Liste basieren auf den Daten des Geoportal Sachsenatlas und des Geoportal Nordsachsen.

## Definition
„Gesetz über Naturschutz und Landschaftspflege (BNatSchG), § 28 Naturdenkmäler:
 Naturdenkmäler sind rechtsverbindlich festgesetzte Einzelschöpfungen der Natur oder entsprechende Flächen bis zu fünf Hektar, deren besonderer Schutz erforderlich ist
1. aus wissenschaftlichen, naturgeschichtlichen oder landeskundlichen Gründen oder
2. wegen ihrer Seltenheit, Eigenart oder Schönheit.“

„SächsNatSchG, § 18 Naturdenkmäler (zu § 28 BNatSchG):
1. Die Erklärung nach § 22 Abs. 1 BNatSchG von Teilen von Natur und Landschaft als Naturdenkmal erfolgt durch Rechtsverordnung oder Einzelanordnung.
2. Über § 28 Abs. 1 BNatSchG hinaus können Naturdenkmäler zur Sicherung von Lebensgemeinschaften oder Lebensstätten von im Bestand gefährdeten oder streng geschützten Arten festgesetzt werden.“

Ergänzend zu den lt. BNatSchG registrierten Naturdenkmalen können in Sachsen (lt. SächsNatSchG §19) ebenfalls geschützte Landschaftsbestandteile (GLB) ausgewiesen werden, deren Abgrenzungen sich aus den Erläuterungen vom Bundesamt für Naturschutz ergeben. Bisher waren diese im Landkreis Nordsachsen als sog. „Kreisbiotope“ auf dem Geoportal ausgewiesen und werden zukünftig im Rahmen der Biotopkartierung auf dem iDA-Datenportal als Einzel-Biotope registriert.

## Legende
- Bild: zeigt ein vorhandenes Foto des Naturdenkmals.
- ND/FND/GLB-Nr: zeigt die jeweilige Nr. des Objekts
- Beschreibung: beschreibt das Objekt näher
- Koordinaten: zeigt die Lage auf der Karte
- Quelle: Link zur Referenzquelle

## (Einzel-)Naturdenkmale (ND)
| Bild           | ND-Nr.  | Ortsteil | Alter  | Beschreibung                                              | Koordinaten                  | Quellen |
| -------------- | ------- | -------- | ------ | --------------------------------------------------------- | ---------------------------- | ------- |
| Weitere Bilder | nso: 38 | Biesen   | unbek. | Dorf-Eiche (Quercus) in Biesen auf dem Biesener Dorfplatz | 51° 28′ 18″ N, 12° 22′ 22″ O | nso38   |

## Flächen-Naturdenkmale (FND)
| Bild           | FND-Nr. | Ortsteil  | Größe  | Beschreibung | Koordinaten                 | Quelle |
| -------------- | ------- | --------- | ------ | --- | --------------------------- | ------ |
| Weitere Bilder | tdo: 25 | Schladitz | 0,75ha | der Auwaldrest Schladitz am Mülkaugraben (ehemals Schladitzer Ortslage, auch als „Bauerngarten Kömmlitz“ bezeichnet), heute Haynaer Straße (Zufahrt zum Schladitzer See) ist Teil des 1996 eingerichteten Landschaftsschutzgebiet „Loberaue“ | 51° 26′ 7″ N, 12° 20′ 50″ O | nso:73 |

## Geschützte Landschaftsbestandteile (GLB)
| Bild           | Biotop-Nr. | Ortsteil  | Größe  | Beschreibung | Koordinaten                  | Quellen  |
| -------------- | ---------- | --------- | ------ | --- | ---------------------------- | -------- |
| Weitere Bilder | 43095      | Zschortau | 3,79ha | Gutspark Zschortau, ist der Park des ehemaligen Rittergut Zschortau, oberer Teil (09306960 – auch als Obergut bezeichnet), welcher in der 2. Hälfte des 18. Jh. als Landschaftsgarten angelegt wurde und heute Teil des 1996 eingerichteten Landschaftsschutzgebiet „Loberaue“ ist. Er befindet sich am südlichen Ortsrand von Zschortau zwischen dem Herrenhaus in der Lindenstraße im Norden und der Schmiedestraße im Osten sowie dem Verlauf der Lober im Süden und Westen. Auf dem Areal befinden sich neben alten Baumbeständen noch ein langgestreckter Teich, welcher von der Lober gespeist wird und einer als Bodendenkmal ausgezeichneten ehemaligen Wallanlage mit unterkellerten Turmhügel und etwa 75 m langen Erdwall. | 51° 28′ 31″ N, 12° 21′ 30″ O | kbi57/58 |
| Weitere Bilder | 63163      | Rackwitz  | 0,4ha  | der Park und die Baumallee Güntheritz ist der an das Herrenhaus (08972830) angrenzende Gutspark des ehemaligen Ritterguts Güntheritz sowie ein Teilstück der heutigen Straße der Jugend in Rackwitz zwischen dem Übergang an der Lober im Westen und der Podelwitzer Straße im Osten. Das Areal ist Teil des 1996 eingerichteten Landschaftsschutzgebiet „Loberaue“ und grenzt im Osten an die geschützten Auwaldbestände an der Lober, die ca. 100 m lange Baumallee besteht aus etwa 20 erhalten gebliebenen beidseitig gepflanzten Platanen (Platanus). | 51° 26′ 1″ N, 12° 22′ 50″ O  | kbi55    |

## Ehemalige Naturdenkmale
| Bild         | ND-Nr.   | Ortsteil | Beschreibung | Koordinaten                 | Quellen |
| ------------ | -------- | -------- | --- | --------------------------- | ------- |
| Bild gesucht | nso: 122 | Rackwitz | Güntheritzer Eiche, stand auf der Kreuzung Leipziger Str./Straße der Jugend; wurde 2019 nach Käferbefall gefällt | 51° 26′ 6″ N, 12° 22′ 43″ O | nso:122 |